# Castell de Raseborg
El castell de Raseborg (en finès: Raaseporin linna, finès: Raaseporin linna) és un castell medieval erigit a Raseborg, Finlàndia.
El castell va ser fundat per Bo Jonsson Grip i es pensa que el castell va ser acabat de construir entre els anys 1373 i 1378. Les primeres dades escrites sobre el castell daten de l'any 1378. El seu principal objectiu era protegir els interessos de Suècia en el sud de Finlàndia contra la ciutat hanseàtica de Tallin.